# Kanakur, Dharwad
Kanakur là một làng thuộc tehsil Dharwad, huyện Dharwad, bang Karnataka, Ấn Độ.